# Nyang Chu (Nyingchi)
Pour les articles homonymes, voir Nyang Chu.
La Nyang Chu (tibétain : ཉང་ཆུ།, Wylie : nyang chu, chinois : 尼洋河 ; pinyin : níyáng hé, et également 尼洋曲, níyáng qū) est une rivière située dans la ville-préfecture de Nyingchi, région autonome du Tibet en République populaire de Chine. C'est le plus grand affluent du Yarlung Tsangpo (partie tibétaine du Brahmapoutre).

## Géographie
S'écoulant du nord-ouest au sud-est, longue de 286 km, la rivière Nyang Chu naît à plus de 5 000 m d'altitude dans la région du Kongpo). Sa source occidentale (29°52'21.37"N 92°12'47.43"E) se situe dans les montagnes au nord-ouest du col du Mangshung La (ou col Milha (米拉山口, mǐlā shānkǒu)), situé dans le Xian de Gongbo'gyamda traversé par la route nationale G318, à la frontière des préfectures de Nyingchi et Lhassa, alors que ses affluents septentrionaux prennent leur source à la limite de la préfecture de Nagchu.
Elle se jette dans le Yarlung Tsangpo une trentaine de kilomètres en aval de Bayi, à une altitude d'environ 2 900 m. À la confluence, la Nyang Chu atteint environ 3 km de large, avec quatre lits majeurs entrecoupés d'îles saisonnières, de pâturages et de broussailles.

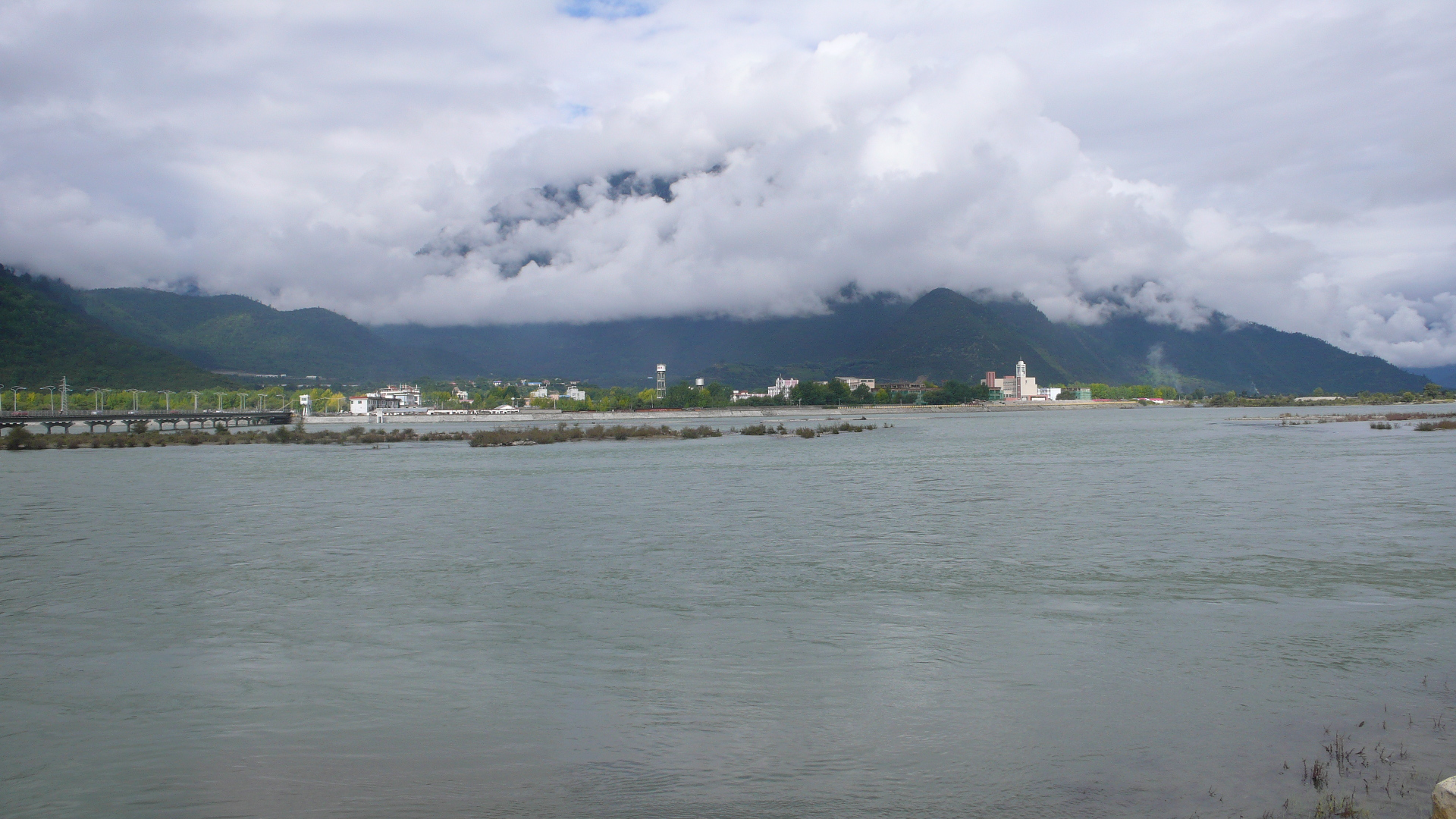
La rivière Nyangchu à Bayi